# Geo Daly
Pour les articles homonymes, voir Daly.
Geo Daly, né le 16 avril 1923 à Bois-Colombes et mort le 1er juin 1999 à Sète, est un musicien de jazz, accordéoniste, vibraphoniste et chef d'orchestre français.

## Biographie
Adolescent, Geo Daly découvre l'univers musical de l'accordéoniste Gus Viseur, qui fut le premier à jouer de l'accordéon sur de la musique de jazz. Il se met à apprendre à jouer de cet instrument de musique.
Il découvre, peu après, le Quartet de Benny Goodman avec Lionel Hampton au vibraphone dans le thème Opus ½.
En 1939, à l’âge de 16 ans, il devient accordéoniste professionnel et enseigne à Paris dans l’école Léon Agel. Il se produit au "Quintet swing", très à la mode avant-guerre et joue du jazz à l’accordéon tout comme Gus Viseur.
En 1945, à la fin de la Seconde Guerre mondiale, Geo Daly achète un vibraphone et finit ses neuf mois de service militaire comme chef d’orchestre au "Club interallié", dirigeant l’orchestre du théâtre aux armées américaines. Après cette période, il continue  à se produire sur scène avec son orchestre. La presse s'empare de ce musicien talentueux et de nombreux articles sont publiés à son sujet, notamment dans la revue de jazz Jazz Hot dirigée par Charles Delaunay. Il enchaîne de nombreuses tournées en France, en Allemagne, en Belgique et en Suisse.
En 1949, Geo Daly enregistre son premier disque 78 tours (Nine O’Clock Jump et Moonglow) chez "Swing" puis chez "Jazztime", avec son Quartette formé de Bernard Peiffer au piano, Jean Bouchety à la contrebasse et Roger Paraboschi à la batterie.
De 1949 à 1968, il joua dans plusieurs boîtes de jazz parisiennes, telles que Le Club Saint-Germain, La Rose Rouge, Le Vieux Colombier et  Aux Trois Mailletz.
En 1951, Geo Daly rencontre Lionel Hampton au Club Saint-Germain lors de sa venue à Paris. Une amitié naît entre les deux hommes.
En 1953, il joue sur le disque de Jack Diéval.
En 1954, il joue Blue And Sentimental avec Guy Lafitte.
En 1955, il enregistre son disque Geo Daly Trio et Grand Orchestre (chez Columbia Records), en trio avec René Duchaussoir à la guitare et Alix Bret à la contrebasse.
En 1956, il joue sur la scène de L’Alhambra dans le spectacle de Georges Ulmer avec l’Orchestre d’Hubert Rostaing (composé d’Hubert Rostaing, Tony Cosso, Kenny Clarke et Geo Daly).
En 1958, il joue dans l’orchestre de Sidney Bechet au Vieux Colombier de Juan-les-Pins, en compagnie de Michel Attenoux au saxophone soprano, Jean Bonal à la guitare, Claude Gousset au trombone, Jean Bouchety à la contrebasse et Moustache à la batterie.
La même année, Geo Daly joue en soliste à la salle Gaveau dans le spectacle de Michel Magne, et accompagne les premiers prix de L’Orchestre National de France
En 1959, il enregistre Concertino Triple pour l'album Le Monde Expérimental de Michel Magne, au studio d'Eddy Barclay.
Il joue du vibraphone dans les musiques de plusieurs films, notamment :
- Du rififi chez les hommes de Jules Dassin, musique de Georges Auric en 1955
- Les Vacances de monsieur Hulot de Jacques Tati, musique d’Alain Romans en 1953
- Mon oncle de Frank Barcellini en 1956.

Il joue dans les émissions de télévision de Jean-Christophe Averty, il est interviewé en 1959 pour la télévision par l'ORTF en direct depuis le Jazz club français.
En 1960, il joue en soliste dans l’orchestre de Claude Bolling à l’Alhambra de Paris.
En 1978, Geo Daly est l’invité d’honneur de Rhoda Scott à l’Olympia.
En 1979, il participe à l'enregistrement du disque Giants of jazz play Georges Brassens d'après les musiques de Georges Brassens.
En 1981, Geo Daly est opéré du cœur puis se retire ensuite à Sète. Il y meurt le 1er juin 1999. Durant sa carrière musicale, il aura enregistré plus de 150 titres.

## Sources
- Jazz Swing Journal, n° 17, juillet-août 1990, p. 14 à 16